# Schoolboek
Een schoolboek is een leerboek dat gebruikt wordt op scholen en andere niet-universitaire opleidingsinstituten. De opleidingsinstituten in kwestie bepalen welke boeken nodig zijn om in een schooljaar te gebruiken voor de afzonderlijke vakken, waar les in wordt gegeven. Daartoe geven ze aan het begin van een nieuw schooljaar een lijst per jaargroep of klas uit. Op veel scholen heeft men een boekenfonds. De leerlingen kunnen tegen een bepaalde vergoeding gebruikmaken van dit fonds. Aan het eind van het jaar worden de boeken weer ingenomen. Er wordt gekeken of de boeken er nog netjes uitzien. Voor eventuele schade aan de boeken wordt een bepaalde boete opgelegd.
Voor zelfstudie kan men boeken halen bij een openbare bibliotheek of schoolbibliotheek. Daarvoor dient men wel lid te zijn of te worden van zo'n bibliotheek. Op de studiezaal van een bibliotheek kan men vrij gebruikmaken van de boeken.

## Gratis schoolboeken
De Wet van 29 mei 2008 tot wijziging van diverse onderwijswetten in verband met het door de scholen om niet ter beschikking stellen van lesmateriaal aan de leerlingen in het voortgezet onderwijs (Wet gratis schoolboeken, WGS) bepaalt dat scholen in het voortgezet onderwijs lesmateriaal gratis ter beschikking stellen aan de leerlingen.
De wet geldt sinds het schooljaar 2009-2010. Het forfaitair bedrag van de scholen is hiervoor verhoogd. Met dit geld kunnen scholen zelf het lesmateriaal inkopen. Scholen zijn hierbij gehouden aan de Europese aanbestedingsregels waardoor de mogelijkheid bestaat dat zij een Europese aanbesteding dienen te doorlopen.